# Henry Frères (cratera)
Henry Frères é uma cratera que se localiza na parte sudoeste da Lua. Ela se localiza a oeste-noroeste da cratera Henry, de diâmetro semelhante. A oeste-sudoeste de Henry Frères está a cratera muito maior Byrgius. Uma estrutura raiada da cratera satélite Byrgius A atravessa o solo dessa formação, formando um traçado fino e esparso de oeste a leste.
A borda externa de Henry Frères é aproximadamente circular, com uma saliência externa leve para sudoeste. Quando vista da Terra, todavia, essa cratera tem mais um formado oval devido à diminuição. Há alguma irregularidade para nordeste, mas a borda não é tão significantemente erodida ou coberta por crateras dignas de nota. A parte oeste do solo interno tem algumas áreas desniveladas, e uma cratera pequena se localiza na parte norte do solo.

## Crateras Satélite
Por  convenção essas formações são identificadas em mapas lunares por posicionamento da letra no local do ponto médio da cratera que é mais próximo de Henry Frères.
| Henry Frères | Latitude | Longitude | Diâmetro |
| ------------ | -------- | --------- | -------- |
| C            | 24.6° S  | 59.7° W   | 37 km    |
| E            | 24.6° S  | 60.0° W   | 4 km     |
| G            | 22.8° S  | 58.0° W   | 4 km     |
| H            | 22.3° S  | 56.6° W   | 6 km     |
| R            | 21.5° S  | 57.8° W   | 7 km     |
| S            | 20.5° S  | 56.4° W   | 6 km     |

### Obras em língua portuguesa
- Freitas Mourão, Ronaldo Rogério de (2008). Dicionário Enciclopédico de Astronomia e Astronáutica. Lexicon. ISBN 9788586368356

### Obras em língua inglesa
- Andersson, L. E.; Whitaker, E. A., (1982). NASA Catalogue of Lunar Nomenclature. [S.l.]: NASA RP-1097
- Blue, Jennifer (25 de julho de 2007). «Gazetteer of Planetary Nomenclature». USGS. Consultado em 5 de agosto de 2007
- B. Bussey; P. Spudis (2004). The Clementine Atlas of the Moon. New York: Cambridge University Press. ISBN 0-521-81528-2
- Cocks, Elijah E.; Cocks, Josiah C. (1995). Who's Who on the Moon: A Biographical Dictionary of Lunar Nomenclature. [S.l.]: Tudor Publishers. ISBN 0-936389-27-3
- McDowell, Jonathan (15 de julho de 2007). Lunar Nomenclature (Relatório). Jonathan's Space Report. Consultado em 24 de outubro de 2007
- Menzel, D. H.; Minnaert, M.; Levin, B.; Dollfus, A.; Bell, B. (1971). «Report on Lunar Nomenclature by The Working Group of Commission 17 of the IAU». Space Science Reviews. 12. 136 páginas
- Moore, Patrick (2001). On the Moon. [S.l.]: Sterling Publishing Co. ISBN 0-304-35469-4
- Price, Fred W. (1988). The Moon Observer's Handbook. [S.l.]: Cambridge University Press. ISBN 0521335000
- Rükl, Antonín (1990). Atlas of the Moon. [S.l.]: Kalmbach Books. ISBN 0-913135-17-8
- Webb, Rev. T. W. (1962). Celestial Objects for Common Telescopes 6th revision ed. [S.l.]: Dover. ISBN 0-486-20917-2
- Whitaker, Ewen A. (1999). Mapping and Naming the Moon. [S.l.]: Cambridge University Press. ISBN 0-521-62248-4
- Wlasuk, Peter T. (2000). Observing the Moon. [S.l.]: Springer. ISBN 1852331933